# Kyle Onstott
Kyle Onstott, né le 12 janvier 1887 à Du Quoin dans l’État de l’Illinois et mort le 3 juin 1966 à San Francisco en Californie, est un romancier américain.

## Œuvre traduite en français

### Roman
- Mandingo, Robert Laffont, 1964 ((en) Mandingo, Denlinger's, 1957), trad. Joachim-Francis Roy, 527 p.